# Climate Central
Climate Central es una organización de noticiarios sin fines de lucro que analiza e informa sobre climatología.  Está compuesta por científicos y periodistas científicos y se encarga de llevar a cabo investigaciones científicas sobre el cambio climático y cuestiones de energía. Además, produce contenido multimedia que se distribuye mediante su página web y sus colaboradores de difusión. Climate Central ha sido presentado en diversas fuentes de noticiarios en Estados Unidos, incluyendo The New York Times, Associated Press, Reuters, NBC Nightly News, CBS News, CNN, ABC News, Nightline, Time, National Public Radio, PBS, Scientific American, National Geographic, Science, y The Washington Post.
El 2018 le fue otorgado el premio NCSE Friend of the Planet Award.
El presidente, director general y científico en jefe de Climate Central es Benjamin Strauss (electo en abril de 2018 para reemplazar a Paul Hanle). 

## Historia
En octubre de 2005, en una conferencia patrocinada por la Escuela Yale de Forestación y Estudios del Medio Ambiente (Yale School of Forestry and Enviromental Studies), celebrada en Aspen, Colorado, más de mil científicos, políticos, periodistas y líderes económicos, religiosos y de la sociedad civil identificaron la necesidad crítica de una fuente central autoritaria de información respecto al cambio climático. Más tarde, un consejo de expertos en clima confirmaron tal requerimiento durante un encuentro realizado en Nueva York el año 2006, convocado por James Gustave Speth, decano de Yale School of Forestry and Enviromental Studies. Más o menos al mismo tiempo, en Palo Alto, California, The 11th Hour Project  comenzó a organizarse con el propósito de divulgar información confiable sobre soluciones para el calentamiento global, al usar la influencia de los científicos de Silicon Valley, de empresarios y de inventores. 
Estos encuentros sirvieron de inspiración para fundar Climate Central, que fue tomando forma a inicios del 2008 con capital inicial de la fundación The Flora Family Foundation, y fondos de desarrollo de 11th Hour Project. El consejo de fomento incluye a Jane Lubchenco, Steven Pacala y Wendy Schmidt.
Climate Central también patrocina clases para meteorólogos y provee gráficos climáticos a canales de televisión. Esto ha sido posible debido al incremento en la aceptación de la ciencia del cambio climático entre meteorólogos locales y su deseo de compartir los pronósticos durante las transmisiones.